# Henry Stanbery
Henry Stanbery, född den 20 februari 1803 i New York, död där den 26 juni 1881, var amerikansk politiker, USA:s justitieminister 1866-1868. Hans karriär som jurist i delstaten Ohio var lång. Sedan 1857 bodde han i Fort Thomas, Kentucky. Han var medlem av episkopalkyrkan som hör till den anglikanska kyrkogemenskapen.
Stanbery ligger begravd på Spring Grove Cemetery i Cincinnati i Ohio.